# خانه پوشالی (فیلم ۱۹۴۳)
خانه پوشالی (انگلیسی: House of Cards) یک فیلم است که در سال ۱۹۴۳ منتشر شد. میگل میورا نویسنده فیلم بوده است.